# 1998-as labdarúgó-világbajnokság (C csoport)
Az 1998-as labdarúgó-világbajnokság C csoportjának mérkőzéseit június 12. és június 24. között játszották. A csoportban a házigazda Franciaország, Szaúd-Arábia, a Dél-afrikai Köztársaság és Dánia szerepelt.
A csoportból Franciaország és Dánia jutott tovább. A mérkőzéseken 17 gól esett.

## Tabella
| Hely. | Csapat                  | M | Gy | D | V | G+ | G– | Gk | P | Továbbjutás                                |
| ----- | ----------------------- | - | -- | - | - | -- | -- | -- | - | ------------------------------------------ |
| 1.    | Franciaország (R)       | 3 | 3  | 0 | 0 | 9  | 1  | +8 | 9 | Továbbjutott az egyenes kieséses szakaszba |
| 2.    | Dánia                   | 3 | 1  | 1 | 1 | 3  | 3  | 0  | 4 | Továbbjutott az egyenes kieséses szakaszba |
| 3.    | Dél-afrikai Köztársaság | 3 | 0  | 2 | 1 | 3  | 6  | −3 | 2 |                                            |
| 4.    | Szaúd-Arábia            | 3 | 0  | 1 | 2 | 2  | 7  | −5 | 1 |                                            |

## Mérkőzések

### Szaúd-Arábia – Dánia
| 1998. június 12. 17:30 |

| Szaúd-Arábia | 0–1               | Dánia      |
| ------------ | ----------------- | ---------- |
|              | (0–0) Jegyzőkönyv | Rieper 69' |

| Stade Félix Bollaert, Lens Nézőszám: 38 140 Játékvezető: Javier Castrilli (argentin) |

| Saudi Arabia | Dánia |

| KA                      | 1  | Mohammed ad-Daía    |     |     |
| V                       | 2  | Mohammed al-Jahaní  |     |     |
| V                       | 3  | Mohammed el-Hilajvi |     |     |
| V                       | 4  | Abdullah Zubromawi  |     |     |
| V                       | 13 | Huszejn Szulajmani  |     |     |
| KP                      | 6  | Fuad Amin (csk)     |     | 78' |
| KP                      | 7  | Ibrahim al-Sahraní  |     |     |
| KP                      | 14 | Khalid Al-Muwallid  | 11' |     |
| KP                      | 16 | Hamísz el-Ovejrán   |     |     |
| CS                      | 9  | Sami Al-Jaber       |     | 84' |
| CS                      | 10 | Saeed Al-Owairan    |     | 79' |
| Cserék:                 |    |                     |     |     |
| KP                      | 20 | Hamzah Száleh       |     | 78' |
| CS                      | 8  | Obejd al-Doszarí    |     | 79' |
| CS                      | 15 | Juszuf al-Tunajan   |     | 84' |
| Szövetségi kapitány:    |    |                     |     |     |
| Carlos Alberto Parreira |    |                     |     |     |

| KA                   | 1  | Peter Schmeichel      |     |     |
| V                    | 2  | Michael Schjønberg    |     |     |
| V                    | 3  | Marc Rieper           | 60' |     |
| V                    | 4  | Jes Høgh              |     |     |
| V                    | 6  | Thomas Helveg         |     |     |
| V                    | 12 | Søren Colding         |     |     |
| KP                   | 10 | Michael Laudrup (csk) |     |     |
| KP                   | 14 | Morten Wieghorst      | 12' | 65' |
| KP                   | 21 | Martin Jørgensen      |     | 73' |
| CS                   | 11 | Brian Laudrup         |     | 84' |
| CS                   | 19 | Ebbe Sand             |     |     |
| Cserék:              |    |                       |     |     |
| KP                   | 7  | Allan Nielsen         | 73' | 65' |
| KP                   | 8  | Per Frandsen          |     | 73' |
| V                    | 5  | Jan Heintze           |     | 84' |
| Szövetségi kapitány: |    |                       |     |     |
| Bo Johansson         |    |                       |     |     |

| Asszisztensek: Claudio Rossi (argentin) Jorge Diaz Gálvez (chilei) Negyedik játékvezető: Hugh Dallas (skót) |

### Franciaország – Dél-afrikai Köztársaság
| 1998. június 12. 21:00 |

| Franciaország                            | 3–0               | Dél-afrikai Köztársaság |
| ---------------------------------------- | ----------------- | ----------------------- |
| Dugarry 36' Issa 77' (öngól) Henry 90+2' | (1–0) Jegyzőkönyv |                         |

| Stade Vélodrome, Marseille Nézőszám: 55 000 Játékvezető: Márcio Rezende de Freitas (brazil) |

| Franciaország | Dél-afrikai Köztársaság |

| KA                   | 16 | Fabien Barthez         |     |     |
| JV                   | 15 | Lilian Thuram          |     |     |
| KV                   | 8  | Marcel Desailly        |     |     |
| KV                   | 5  | Laurent Blanc          |     |     |
| BV                   | 3  | Bixente Lizarazu       |     |     |
| KKP                  | 7  | Didier Deschamps (csk) | 53' |     |
| KKP                  | 17 | Emmanuel Petit         | 28' | 73' |
| JSZ                  | 6  | Youri Djorkaeff        |     | 84' |
| TKP                  | 10 | Zinédine Zidane        | 75' |     |
| BSZ                  | 12 | Thierry Henry          |     |     |
| KCS                  | 9  | Stéphane Guivarc’h     |     | 26' |
| Cserék:              |    |                        |     |     |
| CS                   | 21 | Christophe Dugarry     |     | 26' |
| KP                   | 14 | Alain Boghossian       |     | 73' |
| CS                   | 20 | David Trezeguet        |     | 84' |
| Szövetségi kapitány: |    |                        |     |     |
| Aimé Jacquet         |    |                        |     |     |

| KA                   | 1  | Hans Vonk          |     |     |
| V                    | 3  | David Nyathi       |     |     |
| V                    | 4  | Willem Jackson     | 39' |     |
| V                    | 5  | Mark Fish          |     |     |
| V                    | 19 | Lucas Radebe (csk) |     |     |
| V                    | 21 | Pierre Issa        |     |     |
| KP                   | 7  | Quinton Fortune    |     |     |
| KP                   | 10 | John Moshoeu       |     |     |
| CS                   | 6  | Philemon Masinga   |     |     |
| CS                   | 12 | Brendan Augustine  |     | 56' |
| CS                   | 17 | Benni McCarthy     |     | 89' |
| Cserék:              |    |                    |     |     |
| KP                   | 11 | Helman Mkhalele    |     | 56' |
| CS                   | 9  | Shaun Bartlett     |     | 89' |
| Szövetségi kapitány: |    |                    |     |     |
| Philippe Troussier   |    |                    |     |     |

| Asszisztensek: Arnaldo Pinto (brazil) Merere Gonzales (Trinidad és Tobagó-i) Negyedik játékvezető: Mario Sánchez Yanten (chilei) |

### Dél-afrikai Köztársaság – Dánia
| 1998. június 18. 17:30 |

| Dél-afrikai Köztársaság | 1–1               | Dánia       |
| ----------------------- | ----------------- | ----------- |
| McCarthy 51'            | (0–1) Jegyzőkönyv | Nielsen 12' |

| Stade de Toulouse, Toulouse Nézőszám: 33 300 Játékvezető: John Toro Rendón (kolumbiai) |

| Dél-afrikai Köztársaság | Dánia |

| KA                   | 1  | Hans Vonk          |          |     |
| V                    | 3  | David Nyathi       | 28'      | 88' |
| V                    | 5  | Mark Fish          |          |     |
| V                    | 19 | Lucas Radebe (csk) | 73'      |     |
| V                    | 21 | Pierre Issa        | 63'      |     |
| KP                   | 7  | Quinton Fortune    |          |     |
| KP                   | 10 | John Moshoeu       |          |     |
| KP                   | 11 | Helman Mkhalele    |          |     |
| CS                   | 9  | Shaun Bartlett     |          | 77' |
| CS                   | 12 | Brendan Augustine  |          | 46' |
| CS                   | 17 | Benni McCarthy     |          |     |
| Cserék:              |    |                    |          |     |
| KP                   | 8  | Alfred Phiri       | 65′, 68′ | 46' |
| CS                   | 6  | Philemon Masinga   |          | 77' |
| CS                   | 13 | Delron Buckley     |          | 88' |
| Szövetségi kapitány: |    |                    |          |     |
| Philippe Troussier   |    |                    |          |     |

| KA                   | 1  | Peter Schmeichel      | 57' |     |
| V                    | 2  | Michael Schjønberg    | 23' | 82' |
| V                    | 3  | Marc Rieper           |     |     |
| V                    | 4  | Jes Høgh              | 56' |     |
| V                    | 6  | Thomas Helveg         |     |     |
| V                    | 12 | Søren Colding         |     |     |
| KP                   | 7  | Allan Nielsen         |     |     |
| KP                   | 10 | Michael Laudrup (csk) |     | 58' |
| KP                   | 21 | Martin Jørgensen      |     |     |
| CS                   | 11 | Brian Laudrup         |     |     |
| CS                   | 19 | Ebbe Sand             |     | 58' |
| Cserék:              |    |                       |     |     |
| V                    | 5  | Jan Heintze           |     | 58' |
| CS                   | 9  | Miklos Molnar         | 66′ | 58' |
| KP                   | 14 | Morten Wieghorst      | 85′ | 82' |
| Szövetségi kapitány: |    |                       |     |     |
| Bo Johansson         |    |                       |     |     |

| Asszisztensek: Jorge Luis Arango (kolumbiai) Celestino Galván (paraguayi) Negyedik játékvezető: Epifanio González (paraguayi) |

### Franciaország – Szaúd-Arábia
| 1998. június 18. 21:00 |

| Franciaország                            | 4–0               | Szaúd-Arábia |
| ---------------------------------------- | ----------------- | ------------ |
| Henry 37' 78' Trezeguet 68' Lizarazu 85' | (1–0) Jegyzőkönyv |              |

| Stade de France, Saint-Denis Nézőszám: 80 000 Játékvezető: Arturo Brizio Carter (mexikói) |

| Franciaország | Szaúd-Arábia |

| KA                   | 16 | Fabien Barthez         |     |     |
| V                    | 3  | Bixente Lizarazu       | 50' |     |
| V                    | 5  | Laurent Blanc          | 36' |     |
| V                    | 8  | Marcel Desailly        |     |     |
| V                    | 15 | Lilian Thuram          |     |     |
| KP                   | 7  | Didier Deschamps (csk) |     |     |
| KP                   | 10 | Zinédine Zidane        | 71′ |     |
| KP                   | 13 | Bernard Diomède        |     | 58' |
| KP                   | 14 | Alain Boghossian       |     |     |
| CS                   | 12 | Thierry Henry          |     | 79' |
| CS                   | 21 | Christophe Dugarry     |     | 30' |
| Cserék:              |    |                        |     |     |
| CS                   | 20 | David Trezeguet        |     | 30' |
| KP                   | 6  | Youri Djorkaeff        |     | 58' |
| KP                   | 11 | Robert Pirès           |     | 79' |
| Szövetségi kapitány: |    |                        |     |     |
| Aimé Jacquet         |    |                        |     |     |

| KA                      | 1  | Mohammed ad-Daía    |     |     |     |
| V                       | 2  | Mohammed al-Jahaní  | 7'  | 76' |     |
| V                       | 3  | Mohammed el-Hilajvi | 19′ |     |     |
| V                       | 4  | Abdullah Zubromawi  |     |     |     |
| V                       | 13 | Huszejn Szulajmani  |     |     |     |
| KP                      | 6  | Fuad Amin (csk)     |     |     |     |
| KP                      | 7  | Ibrahim al-Sahraní  |     |     |     |
| KP                      | 16 | Hamísz el-Ovejrán   |     |     |     |
| KP                      | 20 | Hamzah Száleh       |     |     |     |
| CS                      | 9  | Sami Al-Jaber       | 82' |     |     |
| CS                      | 10 | Saeed Al-Owairan    |     | 33' |     |
| Cserék:                 |    |                     |     |     |     |
| KP                      | 12 | Ibrahim al-Harbí    |     | 33' | 65' |
| KP                      | 14 | Khalid Al-Muwallid  |     |     | 65' |
| V                       | 17 | Ahmed Dokhi         |     | 76' |     |
| Szövetségi kapitány:    |    |                     |     |     |     |
| Carlos Alberto Parreira |    |                     |     |     |     |

| Asszisztensek: Reynaldo Salinas (hondurasi) Luis Torres Zúñiga (Costa Rica-i) Negyedik játékvezető: Alberto Tejada Noriega (perui) |

### Franciaország – Dánia
| 1998. június 24. 16:00 |

| Franciaország                      | 2–1               | Dánia                     |
| ---------------------------------- | ----------------- | ------------------------- |
| Djorkaeff 12' (11-esből) Petit 56' | (1–1) Jegyzőkönyv | M. Laudrup 42' (11-esből) |

| Stade Gerland, Lyon Nézőszám: 39 100 Játékvezető: Pierluigi Collina (olasz) |

| Franciaország | Dánia |

| KA                   | 16 | Fabien Barthez        |     |     |
| V                    | 2  | Vincent Candela       |     |     |
| V                    | 8  | Marcel Desailly (csk) |     |     |
| V                    | 18 | Frank Lebœuf          |     |     |
| KP                   | 4  | Patrick Vieira        | 62' |     |
| KP                   | 6  | Youri Djorkaeff       |     |     |
| KP                   | 11 | Robert Pirès          |     | 71' |
| KP                   | 13 | Bernard Diomède       | 53' |     |
| KP                   | 17 | Emmanuel Petit        |     | 64' |
| KP                   | 19 | Christian Karembeu    |     |     |
| CS                   | 20 | David Trezeguet       |     | 85' |
| Cserék:              |    |                       |     |     |
| KP                   | 14 | Alain Boghossian      |     | 64' |
| CS                   | 12 | Thierry Henry         |     | 71' |
| CS                   | 9  | Stéphane Guivarc’h    |     | 85' |
| Szövetségi kapitány: |    |                       |     |     |
| Aimé Jacquet         |    |                       |     |     |

| KA                   | 1  | Peter Schmeichel      |     |     |
| V                    | 2  | Michael Schjønberg    |     |     |
| V                    | 3  | Marc Rieper           |     |     |
| V                    | 4  | Jes Høgh              |     |     |
| V                    | 5  | Jan Heintze           |     |     |
| V                    | 6  | Thomas Helveg         |     |     |
| V                    | 13 | Jacob Laursen         |     | 46' |
| KP                   | 7  | Allan Nielsen         |     |     |
| KP                   | 10 | Michael Laudrup (csk) |     |     |
| KP                   | 21 | Martin Jørgensen      |     | 54' |
| CS                   | 11 | Brian Laudrup         |     | 75' |
| Cserék:              |    |                       |     |     |
| V                    | 12 | Søren Colding         | 65' | 46' |
| CS                   | 19 | Ebbe Sand             |     | 54' |
| KP                   | 15 | Stig Tøfting          | 78' | 75' |
| Szövetségi kapitány: |    |                       |     |     |
| Bo Johansson         |    |                       |     |     |

| Asszisztensek: Nimal Wickeramatunge (belga) Emanuel Zammit (máltai) Negyedik játékvezető: Vítor Melo Pereira (portugál) |

### Dél-afrikai Köztársaság – Szaúd-Arábia
| 1998. június 24. 16:00 |

| Dél-afrikai Köztársaság       | 2–2               | Szaúd-Arábia                                        |
| ----------------------------- | ----------------- | --------------------------------------------------- |
| Bartlett 18' 90+3' (11-esből) | (1–1) Jegyzőkönyv | Al-Jaber 45+2' (11-esből) al-Tunajan 74' (11-esből) |

| Parc Lescure, Bordeaux Nézőszám: 31 800 Játékvezető: Mario Sánchez Yanten (chilei) |

| Dél-afrikai Köztársaság | Szaúd-Arábia |

| KA                   | 1  | Hans Vonk          |     |     |
| V                    | 3  | David Nyathi       |     |     |
| V                    | 4  | Willem Jackson     |     | 46' |
| V                    | 5  | Mark Fish          |     |     |
| V                    | 19 | Lucas Radebe (csk) | 65' |     |
| V                    | 21 | Pierre Issa        |     |     |
| KP                   | 7  | Quinton Fortune    | 38' | 67' |
| KP                   | 10 | John Moshoeu       |     |     |
| KP                   | 11 | Helman Mkhalele    |     |     |
| CS                   | 9  | Shaun Bartlett     |     |     |
| CS                   | 17 | Benni McCarthy     |     | 46' |
| Cserék:              |    |                    |     |     |
| CS                   | 13 | Delron Buckley     |     | 46' |
| CS                   | 14 | Jerry Sikhosana    |     | 46' |
| KP                   | 15 | Doctor Khumalo     |     | 67' |
| Szövetségi kapitány: |    |                    |     |     |
| Philippe Troussier   |    |                    |     |     |

| KA                   | 1  | Mohammed ad-Daía   |     |     |
| V                    | 2  | Mohammed al-Jahaní |     |     |
| V                    | 4  | Abdullah Zubromawi |     |     |
| V                    | 13 | Huszejn Szulajmani |     |     |
| KP                   | 6  | Fuad Amin (csk)    |     |     |
| KP                   | 16 | Hamísz el-Ovejrán  | 30' |     |
| KP                   | 18 | Nawaf Al-Temyat    |     |     |
| KP                   | 20 | Hamzah Száleh      |     |     |
| CS                   | 9  | Sami Al-Jaber      |     |     |
| CS                   | 11 | Fahad al-Mehállel  |     | 64' |
| CS                   | 15 | Juszuf al-Tunajan  |     | 81' |
| Cserék:              |    |                    |     |     |
| KP                   | 7  | Ibrahim al-Sahraní |     | 64' |
| KP                   | 12 | Ibrahim al-Harbí   |     | 81' |
| Szövetségi kapitány: |    |                    |     |     |
| Mohammed al-Harásí   |    |                    |     |     |

| Asszisztensek: Owen Powell (jamaicai) Edward Foley (ír) Negyedik játékvezető: Alberto Tejada Noriega (perui) |